# Bătălia de la Lüshunkou
Bătălia de la Lüshunkou (chineză: 旅順口之戰; Japoneză: Ryōjunkō-no-tatakai (旅順口の戦い?)) a fost o bătălie terestră în Primul război sino-japonez. A avut loc la 21 noiembrie 1894 în Districtul Lüshunkou, Manciuria (numit mai târziu Port Arthur, actual în Provincia Liaoning, China) între forțele Imperiului Japonez și dinastia Qing. Este uneori menționată în sursele occidentale mai vechi ca Bătălia de la Port Arthur (această denumire este acum folosită în principal pentru bătălia de deschidere a Războiului ruso-japonez din 1904).

## Antecedentele bătăliei
După Bătăliei de la Jiuliancheng de pe râul Yalu și a luptelor minore ulterioare în peninsula Liaodong, scopul strategic al Japoniei a fost să pună mâna pe baza navală puternic apărata și importantă din punct de vedere strategic din districtul Lüshunkou, cunoscută în Occident ca „Port Arthur”. Guvernului Qing i-a luat șaisprezece ani ca să construiască acest port și era considerat superior Hong Kong-ului privind facilitățile sale. Apărată de terenul deluros și întărită cu fortificații și artilerie puternică, era considerată pe scară largă a fi o fortăreață inexpugnabilă. Lüshunkou a fost, de asemenea, singurul port cu docuri uscate și echipamente moderne capabile să repare navele de război ale Flotei Beiyang, iar pierderea acesteia ar însemna că China nu ar mai avea capacitatea de a repara orice navă avariată în luptă.  Locația Districtului Lüshunkou, la intrarea în Golful Bohai, însemna și faptul că controla căile maritime spre Peking (Beijing).

## Bătălia
Armata I-a japoneză a Armatei Imperiale Japoneze, sub comanda generală a lui Oyama Iwao, s-a împărțit în două grupuri, unul care marșa spre nord în scop de diversiune amenințând capitala străveche Qing, Mukden, iar celălalt marșa spre sud în jos pe Peninsula Liaodong, spre Lüshunkou. Armata a II-a japoneză a Armatei Imperiale Japoneze, sub comanda generalului locotenent baronul Yamaji Motoharu și generalul Nogi Maresuke, au debarcat la Pi-tse-wo (actualul Pikou, provincia Liaoning, China) la 24 octombrie 1894. La 6 noiembrie 1894, forțele lui Nogi au capturat orașul fortificat cu zid din Districtul Jinzhou întâmpinând foarte puțină rezistență. Peninsula Liaodong se restrânge la doar 4 km lățime chiar după Jinzhou, așa că, cu orașul în mâinile japonezilor, Lüshunkou a devenit izolat de orice atac dinspre uscat.
A doua zi, pe 7 noiembrie 1894, Nogi a mers în orașul-port Dalian fără a întâmpina nicio rezistență, deoarece apărătorii fugiseră în Lüshunkou în noaptea precedentă. Capturarea intactă a docului a ajutat foarte mult liniile de aprovizionare japoneze, deoarece în graba lor de a pleca, apărătorii au lăsat în urmă chiar și planurile pentru câmpurile minate și detalii pentru apărarea Lüshunkou. Pentru a înrăutăți lucrurile pentru apărătorii lui Lüshunkou, flota Beiyang primise ordine de la viceregele Li Hongzhang (cu sediul în Tianjin) să se retragă în Weihai, în loc să riște o luptă cu Marina Imperială Japoneză și, prin urmare, nu a putut juca niciun rol în apărarea bazei navale. Și mai rău, la retragerea din Lüshunkou, nava amiral a flotei Beiyang, cuirasatul Zhenyuan a lovit o stâncă la intrarea în portul Weihai și a trebuit să fie tras pe uscat. Singurele docuri capabile să facă reparații erau la Lüshunkou, care a fost scos efectiv din funcțiune pentru restul războiului.
Confruntările de la periferia orașului Lüshunkou au început la 20 noiembrie 1894, creând o panică în rândul apărătorilor care a dus la jefuirea și distrugerea proprietăților. Majoritatea ofițerilor Qing au fugit cu două bărci mici care au rămas în port, lăsându-și oamenii în soarta lor.
Asaltul asupra Lüshunkou a început după miezul nopții pe 21 noiembrie 1894. Sub foc puternic, forțele japoneze au luat cu asalt facilitățile apărării terestre până la prânz a doua zi. Fortificațiile de pe țărm au rezistat puțin mai mult, dar cea finală a căzut în mâinile japonezilor la ora 17:00. În noaptea de 22 noiembrie 1894, apărătorii chinezi supraviețuitori și-au părăsit pozițiile rămase, abandonând 57 de piese de artilerie de calibru mare și 163 de piese de artilerie de calibru mic. Fortificațiile, șantierele navale și o mare rezervă de cărbune au fost capturate în mare parte intacte de japonezi.
Când forțele japoneze au intrat în oraș, s-a fost asupra lor din casele în care soldații chinezi s-au ascuns și s-au îmbrăcat în haine civile, pentru a se integra mai bine cu populația locală. Japonezii au răspuns cu o percheziție din casă în casă, ucigând mulți bărbați care au opus rezistență.
Pierderile chinezești au fost estimate oficial la 4.000 de morți. Japonezii au pierdut doar 29 de oameni și 233 au fost răniți.

## După bătălie
Viteza victoriei japoneze de la Lüshunkou a fost considerată un punct de cotitură în război de către observatorii occidentali contemporani și a fost o lovitură puternică pentru prestigiul guvernului Qing. Guvernul chinez a răspuns negând că baza navală ar fi căzut și l-a deposedat Li Hongzhang de titlurile sale oficiale.
Cu toate acestea, prestigiul japonez asupra victoriei a fost temperat de relatările despre masacrul pe scară largă al locuitorilor chinezi ai orașului de către trupele japoneze victorioase, se presupune că era un răspuns la tortura și tratamentul criminal pe care chinezii le-au aplicat prizonierilor de război japonezi la Phenian și în alte părți. Raportul a fost foarte controversat, întrucât alți corespondenți prezenți au negat inițial că astfel de evenimente ar fi avut loc, de teama japonezilor. Vestea unui masacru s-a răspândit curând în rândul publicului occidental, dăunând imaginii publice a Japoniei și aproape torpilând eforturile Japoniei de a renegocia tratatele inegale cu Statele Unite. Evenimentul a devenit cunoscut sub numele de Masacrul de la Port Arthur.